# Peix esborrall de cap llis
El peix esborrall de cap llis (Psychrolutes marcidus) és una espècie de peix teleosti de la família Psychrolutidae que es troba exclusivament en les profunditats entre les costes d'Austràlia i Tasmània.
Aquest peix no té ni esquelet, ni músculs ni veixiga natatòria perquè, a les fondàries on viu, la pressió, diverses desenes de vegades superior a la del nivell de la superfície, el faria esclatar. Així, la carn d'aquest peix és majorment una massa gelatinosa amb una densitat lleugerament menor a la de l'aigua, la qual cosa li permet surar sobre el fons marí, on troba el seu aliment. La manca de músculs no suposa un impediment per alimentar-se, ja que principalment ingereix qualsevol matèria comestible que suri en el seu camí. A causa de la inaccessibilitat del seu hàbitat ha estat rarament fotografiat en llibertat.
Per la seva lletjor, en espanyol es coneix com a pez borrón i en anglès com a blobfish. El setembre del 2013, va ser escollit com «L'animal més lleig del món» i adoptat per la Ugly Animal Preservation Society com a mascota.